# Сосновиця (гміна)
Гміна Сосновиця (пол. Gmina Sosnowica) — сільська гміна у східній Польщі. Належить до Парчівського повіту Люблінського воєводства.
Станом на 31 грудня 2011 у гміні проживало 2750 осіб.

## Площа
Згідно з даними за 2007 рік площа гміни становила 172.35 км², у тому числі:
- орні землі: 40.00%
- ліси: 41.00%

Таким чином, площа гміни становить 18.09% площі повіту.

## Населення
Станом на 31 грудня 2011:
| Опис     | Загалом | Загалом | Чоловіки | Чоловіки | Жінки | Жінки |
| -------- | ------- | ------- | -------- | -------- | ----- | ----- |
| одиниця  | осіб    | %       | осіб     | %        | осіб  | %     |
| все      | 2750    | 100     | 1368     | 49.75    | 1382  | 50.25 |
| міське   | 0       | 100     | 0        |          | 0     |       |
| сільське | 2750    | 100     | 1368     | 49.75    | 1382  | 50.25 |

## Сусідні гміни
Гміна Сосновиця межує з такими гмінами: Дембова-Клода, Людвін, Старий Брус, Уршулін, Ушцимув.